# Tears in Heaven
Tears in Heaven ist eine Ballade, die von Eric Clapton und dem Songwriter Will Jennings 1991 als Filmmusik-Auftragskomposition für den Soundtrack des Films Rush (1992) geschrieben und auch als Single veröffentlicht wurde. Das Stück ist nicht Claptons kommerziell erfolgreichstes, aber eines seiner bekanntesten Werke. 1993 wurde die Single-Veröffentlichung mit drei Grammy Awards ausgezeichnet.

## Text und Musik
In der ersten Strophe fragt der Protagonist im Himmel sich, ob ein noch Lebender ihn im Himmel wiedererkennen würde. Diese Frage stellte sich Clapton bereits seit dem Tod seines Großvaters. Es folgen Zeilen, in denen er sich darauf besinnt, stark zu sein und sein Leben weiterführen zu müssen, denn er wisse, dass er noch nicht in den Himmel gehöre. Die zweite Strophe variiert die erste, indem zunächst wieder zwei Fragen über ein Treffen im Himmel gestellt werden („Würdest du meine Hand halten“; „Würdest du mich stützen“) und erneut die Besinnung erfolgt, dass er seinen Weg durch Tage und Nächte finden werde, da er nicht im Himmel bleiben könne. Die Bridge handelt von schweren Zeiten und davon, dass im Jenseits Frieden herrsche und er wisse, dass es im Himmel keine Tränen mehr geben werde („There’ll be no more tears in heaven“). Das Lied endet mit einer Wiederholung der ersten Strophe.
Der Song, eine kurz nach dem Unfalltod von Claptons vierjährigem Sohn, der 1991 in New York City aus einem Fenster im 53. Stock fiel, entstandene Filmmusik-Auftragskomposition, steht im Original in der Tonart A-Dur. Die Akkorde werden mit einem Fingerpickingmuster im 4/4-Takt gespielt. Nach einem viertaktigen Intro beginnt die 14-taktige Strophe, gefolgt von einem 4-taktigen Zwischenspiel, das zur nächsten Strophe überleitet. Die acht Takte lange Bridge steht in der Tonart e-Moll.
Der für den Klang tragende Bass wurde von Nathan East gespielt.

## Auszeichnungen
| Jahr | Auszeichnung          | Kategorie                                                                    | Resultat  |
| ---- | --------------------- | ---------------------------------------------------------------------------- | --------- |
| 1992 | Golden Globe Award    | Bester Song                                                                  | Nominiert |
| 1992 | MTV Movie Award       | Bester Song                                                                  | Nominiert |
| 1992 | MTV Video Music Award | Beste Kamera                                                                 | Nominiert |
| 1992 | MTV Video Music Award | Bestes Video aus einem Film                                                  | Nominiert |
| 1992 | MTV Video Music Award | Bestes Video eines Künstlers                                                 | Gewonnen  |
| 1993 | Grammy Award          | Best Song Written for a Motion Picture, Television or Other Visual Media     | Nominiert |
| 1993 | Grammy Award          | Best Song Written Specifically for a Motion Picture or for Television        | Nominiert |
| 1993 | Grammy Award          | Best Instrumental Composition Written for a Motion Picture or for Television | Nominiert |
| 1993 | Grammy Award          | Record of the Year                                                           | Gewonnen  |
| 1993 | Grammy Award          | Song of the Year                                                             | Gewonnen  |
| 1993 | Grammy Award          | Best Pop Solo Performance                                                    | Gewonnen  |
| 2004 | Rolling Stone Award   | Die 500 besten Songs aller Zeiten                                            | #362      |

## Kommerzieller Erfolg

### Chartplatzierungen
In Australien belegte die Single-Veröffentlichung Platz 37 der ARIA Charts und verblieb insgesamt acht Wochen in den australischen Musikcharts. In Flandern positionierte sich die Single auf Platz 16 der Musikcharts und konnte sich zehn Wochen in der belgischen Ultratop-Hitparade halten. In den Niederlanden schaffte es Tears in Heaven auf Rang 17 der Musikcharts und verblieb 10 Wochen in den Charts. In Schweden reihte sich die Erscheinung auf Platz 24 auf der Sverigetopplistan und blieb zwei Wochen in den Charts. In Neuseeland erreichte die Single Platz eins der Charts und verblieb 18 Wochen in den Charts, dabei fünf Wochen hintereinander auf Position eins. In Irland belegte die Single ebenfalls Platz eins. In Kanada erreichte die Veröffentlichung die höchste Platzierung auf der Adult-Contemporary- und Top-Singles-Chart des RPM-Magazins. In Frankreich erreichte die Single erst im Jahr 2013 die Charts der Syndicat National de l’édition Phonographique und findet sich mit einer Chartwoche auf Platz 112.
In Deutschland belegte Tears in Heaven Platz 42 der Singlecharts und verblieb elf Wochen in diesen. In der Schweizer Hitparade stieg Tears in Heaven auf Platz 19 im Jahr 1992 in die Musikchart ein. Die Höchstplatzierung von sieben erreichte die Single drei Wochen später. Insgesamt verblieb die Single-Auskopplung 15 Wochen in den Schweizer Charts. In Österreich belegte die Single eine Höchstposition von zehn in der ebenfalls vierten Chartwoche. Zuvor steig die Single auf Platz 25 in die Ö3 Austria Top 40 ein. 12 Wochen verblieb Tears in Heaven in den österreichischen Charts. In den britischen Musikcharts erreichte die Single-Veröffentlichung Platz fünf der Hitparade der Official Charts Company und verblieb insgesamt 14 Wochen in den Charts. Wiedereinstiege finden sich in den Jahren 2008 und 2012. In den Vereinigten Staaten erreichte Tears in Heaven Platz eins auf der Adult-Contemporary-Chart des Billboard Magazins. Weiter platzierte sich die Single auf Platz zwei der Billboard Hot 100 und belegte Platz neun auf der Hitparade der Mainstream Rock Songs. Auf Position drei findet sich die Veröffentlichung auf der Billboard-Hitparade der Radio Songs.
Auf der neuseeländischen Jahreshitparade von 1992 belegt Tears in Heaven Platz sechs. In Australien belegte die Single Platz 28 zum Jahresende 1993.
| ChartsChartplatzierungen       | Höchstplatzierung | Wochen |
| ------------------------------ | ----------------- | ------ |
| Deutschland (GfK)              | 42 (11 Wo.)       | 11     |
| Österreich (Ö3)                | 10 (12 Wo.)       | 12     |
| Schweiz (IFPI)                 | 7 (15 Wo.)        | 15     |
| Vereinigte Staaten (Billboard) | 2 (26 Wo.)        | 26     |
| Vereinigtes Königreich (OCC)   | 5 (14 Wo.)        | 14     |

| ChartsJahrescharts (1992)      | Platzierung |
| ------------------------------ | ----------- |
| Schweiz (IFPI)                 | 37          |
| Vereinigte Staaten (Billboard) | 6           |

### Auszeichnungen für Musikverkäufe
| Land/Region                  | Auszeichnungen für Musikverkäufe (Land/Region, Auszeichnung, Verkäufe) | Verkäufe   |
| ---------------------------- | ---------------------------------------------------------------------- | ---------- |
| Dänemark (IFPI)              | Platin                                                                 | 90.000     |
| Italien (FIMI)               | Gold                                                                   | 35.000     |
| Japan (RIAJ)                 | Platin (Physisch) · + Gold (Digital)                                   | 200.000    |
| Neuseeland (RMNZ)            | 2× Platin                                                              | 60.000     |
| Spanien (Promusicae)         | Gold                                                                   | 30.000     |
| Vereinigte Staaten (RIAA)    | Platin (Physisch) + · Gold (Digital)                                   | 10.000.000 |
| Vereinigtes Königreich (BPI) | Gold                                                                   | 400.000    |
| Insgesamt                    | 5× Gold · 5× Platin ·                                                  | 10.815.000 |

Hauptartikel: Eric Clapton/Auszeichnungen für Musikverkäufe

## Adaptierung und Coverversionen
Kurz nachdem die Single herausgegeben wurde, nahm Clapton den Titel im Rahmen der MTV-Unplugged-Konzertreihe auf. Das zugehörige Clapton-Album Unplugged erschien 1992 und gewann im folgenden Jahr drei Grammy Awards. Es ist das bislang erfolgreichste Album Claptons.
André Heller nahm 2003 für sein Album Ruf und Echo eine deutschsprachige Version unter dem Titel Im Himmel im wienerischen Dialekt auf.
Paul Anka spielte das Lied auf seinem 2005 erschienenen Jazz-und-Swing-Album Rock Swings. Joshua Redman nahm ebenfalls eine Jazzversion auf, die auf dem 1993er Album Wish zu finden ist. Ein Jahr später nahm James Galway eine Interpretation des Stückes für das Album Wind of Change auf. Declan Galbraith coverte das Stück auf dem 2006 erschienenen Album Thank You, stilistisch der Originalversion recht ähnlich, aber aufwändiger instrumentiert. Die Sängergruppe Gregorian interpretierte es in ihrem typischen pseudogregorianischen Stil. Loona coverte den Song 2004; diese Version ist im Gegensatz zum Original relativ orchestral instrumentiert.
2005 versammelten Ozzy Osbourne und Sharon Osbourne ein All-Star-Ensemble, um eine Version von Tears in Heaven aufzunehmen. Die Einnahmen aus der Aufnahme kamen den Opfern des Tsunami in Südostasien zugute. Die Liste der Mitwirkenden umfasst Gwen Stefani, Mary J. Blige, Pink, Slash, Duff McKagan, Steven Tyler, Elton John, Ringo Starr, Andrea Bocelli, Katie Melua, Josh Groban, Scott Weiland, Robbie Williams und Rod Stewart. Ozzy Osbourne und Kelly Osbourne sangen ebenfalls.
2007 wurde das Lied von Peter Gläser gecovert; 2010 nahm Kenny Werner das Stück für das Album Form and Fantasy auf. Kinga Głyk nahm 2016 ein Video mit einer Soloversion für E-Bass auf.